# Sebastian Rode
Sebastian Rode (Seeheim-Jugenheim, 11 de outubro de 1990) é um ex-futebolista alemão que atuava como volante. 

## Clubes
O jogador ingressou no Eintracht Frankfurt em 2010, oriundo do rival local, o Kickers Offenbach, tendo ajudado à subida em 2011/12, antes de o clube atingir esta época os 16 avos-de-final da UEFA Europa League, sendo eliminado pelo FC Porto, após dois empates.
Juntou-se ao Bayern de Munique em julho de 2014.
Em 6 de junho de 2016 foi contratado pelo Borussia Dortmund até 30 de junho de 2020.

## Títulos
Bayern de Munique
- Campeonato Alemão: 2014–15, 2015–16
- Copa da Alemanha: 2015–16

Borussia Dortmund
- Copa da Alemanha: 2016-17

Eintracht Frankfurt
- Liga Europa da UEFA: 2021–22